# Grand Prix automobile de Dieppe 1935

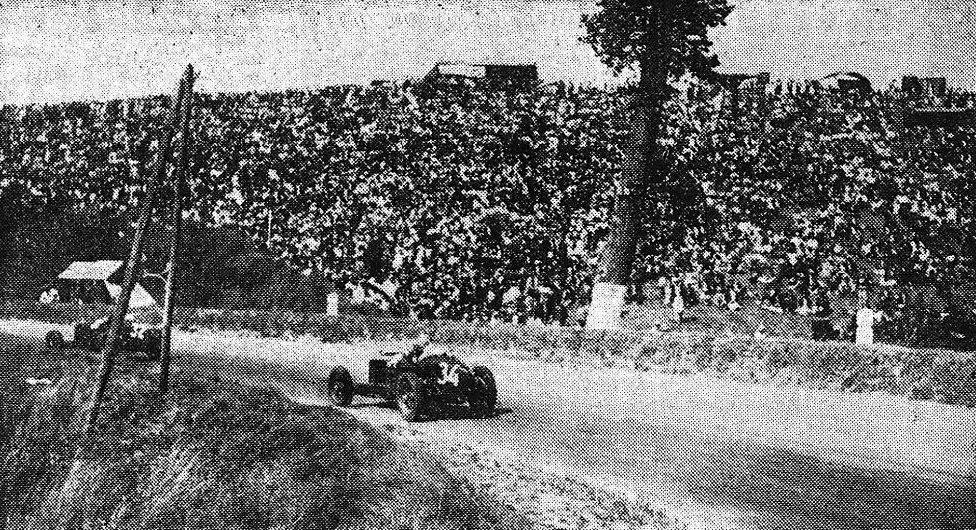
René Dreyfus à la poursuite de Louis Chiron au Grand Prix de Dieppe 1935 (dans les "S" de Saint-Aubin).

Le Grand Prix automobile de Dieppe 1935 est un Grand Prix qui s'est tenu sur le circuit de Dieppe le 21 juillet 1935. Comme pour une course d'endurance (les 24 Heures du Mans par exemple), ce Grand Prix ne se court pas sur une distance prédéfinie, mais, sur une durée de trois heures.

## Grille de départ
| 1re ligne | Pos. 3                         |                                      | Pos. 2                                 |                              | Pos. 1                          |
|           | Lehoux Maserati 3 min 37 s 6   |                                      | Chiron Alfa Romeo 3 min 32 s 1         |                              | Dreyfus Alfa Romeo 3 min 29 s 6 |
| 2e ligne  |                                | Pos. 5                               |                                        | Pos. 4                       |                                 |
|           |                                | Wimille Bugatti —                    |                                        | Farina Maserati 3 min 37 s 9 |                                 |
| 3e ligne  | Pos. 8                         |                                      | Pos. 7                                 |                              | Pos. 6                          |
|           | Howe Bugatti 3 min 47 s 2      |                                      | Featherstonhaugh Maserati 3 min 46 s 1 |                              | Benoist Bugatti —               |
| 4e ligne  |                                | Pos. 10                              |                                        | Pos. 9                       |                                 |
|           |                                | Shuttleworth Alfa Romeo 3 min 52 s 7 |                                        | Rüesch Maserati 3 min 47 s 3 |                                 |
| 5e ligne  |                                |                                      | Pos. 12                                |                              | Pos. 11                         |
|           |                                |                                      | « Raph » Alfa Romeo 3 min 56 s 3       |                              | Eccles Bugatti 3 min 55 s 2     |
| 6e ligne  |                                | Pos. 14                              |                                        | Pos. 13                      |                                 |
|           |                                | Brunet Maserati 4 min 0 s 6          |                                        | Martin Bugatti 4 min 0 s 3   |                                 |
| 7e ligne  | Pos. 18                        |                                      | Pos. 17                                |                              | Pos. 16                         |
|           | Clifford Maserati 4 min 11 s 2 |                                      | Chaude Bugatti 4 min 9 s 4             |                              | Leith Bugatti 4 min 6 s 1       |

## Classement de la course
| Pos. | no | Pilote                 | Écurie                 | Châssis            | Tours | Distance/Abandon        | Grille |
| ---- | -- | ---------------------- | ---------------------- | ------------------ | ----- | ----------------------- | ------ |
| 1    | 34 | René Dreyfus           | Scuderia Ferrari       | Alfa Romeo P3      | 49    | 400,191 km (133,4 km/h) | 1      |
| 2    | 32 | Louis Chiron           | Scuderia Ferrari       | Alfa Romeo P3      | 49    | 399,602 km              | 2      |
| 3    | 20 | Jean-Pierre Wimille    | Automobiles E. Bugatti | Bugatti Type 59    | 48    | 396,897 km              | 5      |
| 4    | 16 | Richard Shuttleworth   | Richard Shuttleworth   | Alfa Romeo P3      | 45    | 373,089 km              | 10     |
| 5    | 40 | Giuseppe Farina        | Gino Rovere            | Maserati 6C-34     | 45    | 372,883 km              | 4      |
| 6    | 42 | Hans Rüesch            | Hans Rüesch            | Maserati 6C-34     | 45    | 372,693 km              | 9      |
| 7    | 28 | Robert Brunet          | Ecurie Braillard       | Maserati 8CM       | 44    | 362,180 km              | 14     |
| 8    | 30 | « Raph »               | Bethenod de las Casas  | Alfa Romeo P3      | 44    | 360,554 km              | 12     |
| 9    | 12 | Frederick Clifford     | Eric Burt              | Maserati 8C        | 43    | 359,762 km              | 17     |
| 10   | 10 | Jock Leith             | Jock Leith             | Bugatti Type 35B   | 42    | 342,429 km              | 15     |
| 10   | 10 | Buddy Featherstonhaugh | Buddy Featherstonhaugh | Maserati Tipo 26 M | 40    | 333,482 km              | 7      |
| 11   | 2  | Earl Howe              | Earl Howe              | Bugatti Type 59    | 40    | 326,310 km              | 8      |
| Abd. | 24 | Marcel Lehoux          | Scuderia Villapadierna | Maserati 8CM       | 19    | Moteur                  | 3      |
| Abd. | 22 | Bernard Chaude         | Ecurie Argo            | Bugatti Type 51    | 13    | Fuite d'huile           | 16     |
| Abd. | 2  | Lindsey Eccles         | Lindsey Eccles         | Bugatti Type 59    | 5     | Freins                  | 11     |
| Abd. | 18 | Robert Benoist         | Automobiles E. Bugatti | Bugatti Type 59    | 3     | Suralimentation         | 6      |
| Abd. | 6  | Charlie Martin         | Charlie Martin         | Bugatti Type 51    | 3     | Piston                  | 13     |
| Np.  | 4  | Brian Lewis            | Noel Rees              | Bugatti Type 59    |       | Accident aux essais     |        |
| Np.  | 26 | Benoît Falchetto       | Ecurie Braillard       | Maserati 8CM       |       | Non partant             |        |
| Np.  | 36 | Philippe Étancelin     | Scuderia Subalpina     | Maserati Tipo V8RI |       | Non partant             |        |
| Np.  | 38 | Goffredo Zehender      | Scuderia Subalpina     | Maserati 6C-34     |       | Non partant             |        |

- Légende: Abd.=Abandon - Np.=Non partant.

## Pole position et record du tour
- Pole position :  René Dreyfus (Alfa Romeo) en 3 min 29 s 6 (km/h).
- Meilleur tour en course :  Jean-Pierre Wimille (Bugatti) en 3 min 32 s 6 (138,0 km/h) au troisième tour.